# Гольцово (Луховицкий район)
Гольцово — деревня в Луховицком районе Московской области, входит в сельское поселение Головачёвское. Ранее до 2004 года деревня принадлежала к Гольцовскому сельскому округу и была его центром. Саму деревню также называют и Гольцево.
Гольцово расположено очень близко от Строилово — деревни практически слились. Ближайшая река к Гольцово — Вертема, которая находится в 2,5 км от деревни.
Деревня Гольцово небольшая, по данным 2006 года в ней постоянно проживает только 11 человек. В деревне две улицы. Одна является продолжением д. Строилово, другая — Сиреневая — проходит параллельно первой. Улицы разделяет каскад прудов, вдоль которого и располагается Гольцово. Гольцово находится рядом с Новорязанским шоссе, в 1,2 км от дороги.

## Расположение
- Расстояние от административного центра поселения — села Головачёво
  - 4 км на юго-запад от центра села
  - 3,5 км по дороге от границы села
- Расстояние от административного центра района — города Луховицы
  - 8,5 км на юго-восток от центра города
  - 6 км по дороге от границы города

## Транспорт
Через Гольцево проходит участок дороги «Москва — Челябинск» Строилово — Гольцово протяжённостью 1,5 км. В 500 м от Гольцево находится Строилово, через которое проходят автобусы (см. Строилово / Транспорт).

## Интересные факты
- В 2002 году в Гольцово было ограблено здание местной администрации[2].